# Schindelthal
Schindelthal ist ein Gemeindeteil der Stadt Wallenfels im Landkreis Kronach (Oberfranken, Bayern).

## Geographie
Der Weiler liegt in einem Trockental. Im Südwesten befindet sich der Hohe Gredel (520 m ü. NHN). Ein Anliegerweg führt zur Kreisstraße KC 32 bei Unterwellesmühle (0,9 km östlich).

## Geschichte
Gegen Ende des 18. Jahrhunderts gehörte Schindelthal zur Realgemeinde Neuengrün. Das Hochgericht übte das bambergische Centamt Wallenfels aus. Das Vogteiamt Wallenfels war der Grundherr des Einödgehöfts.
Mit dem Gemeindeedikt wurde Schindelthal dem 1808 gebildeten Steuerdistrikt Wallenfels und der 1818 gebildeten Ruralgemeinde Neuengrün zugewiesen. Am 1. Juli 1971 wurde Schindelthal im Zuge der Gebietsreform in Bayern in Wallenfels eingemeindet.

### Einwohnerentwicklung
| Jahr      | 001804 | 001818 | 001861 | 001871 | 001885 | 001900 | 001925 | 001950 | 001961 | 001970 | 001987 |
| Einwohner | 6      | 4      | 11     | 15     | 15     | 11     | 17     | 15     | 12     | 12     | 10     |
| Häuser    | 1      | 1      |        |        | 3      | 2      | 2      | 3      | 2      |        | 3      |
| Quelle    | [ 7 ]  | [ 5 ]  | [ 8 ]  | [ 9 ]  | [ 10 ] | [ 11 ] | [ 12 ] | [ 13 ] | [ 14 ] | [ 15 ] | [ 1 ]  |

## Religion
Der Ort ist römisch-katholisch geprägt und nach Mariä Geburt (Steinwiesen) gepfarrt.